# Cime de Malabergue
La Cime de Malabergue (o Cima Malaberga) è una montagna delle Alpi Liguri alta 2188 m.

## Storia

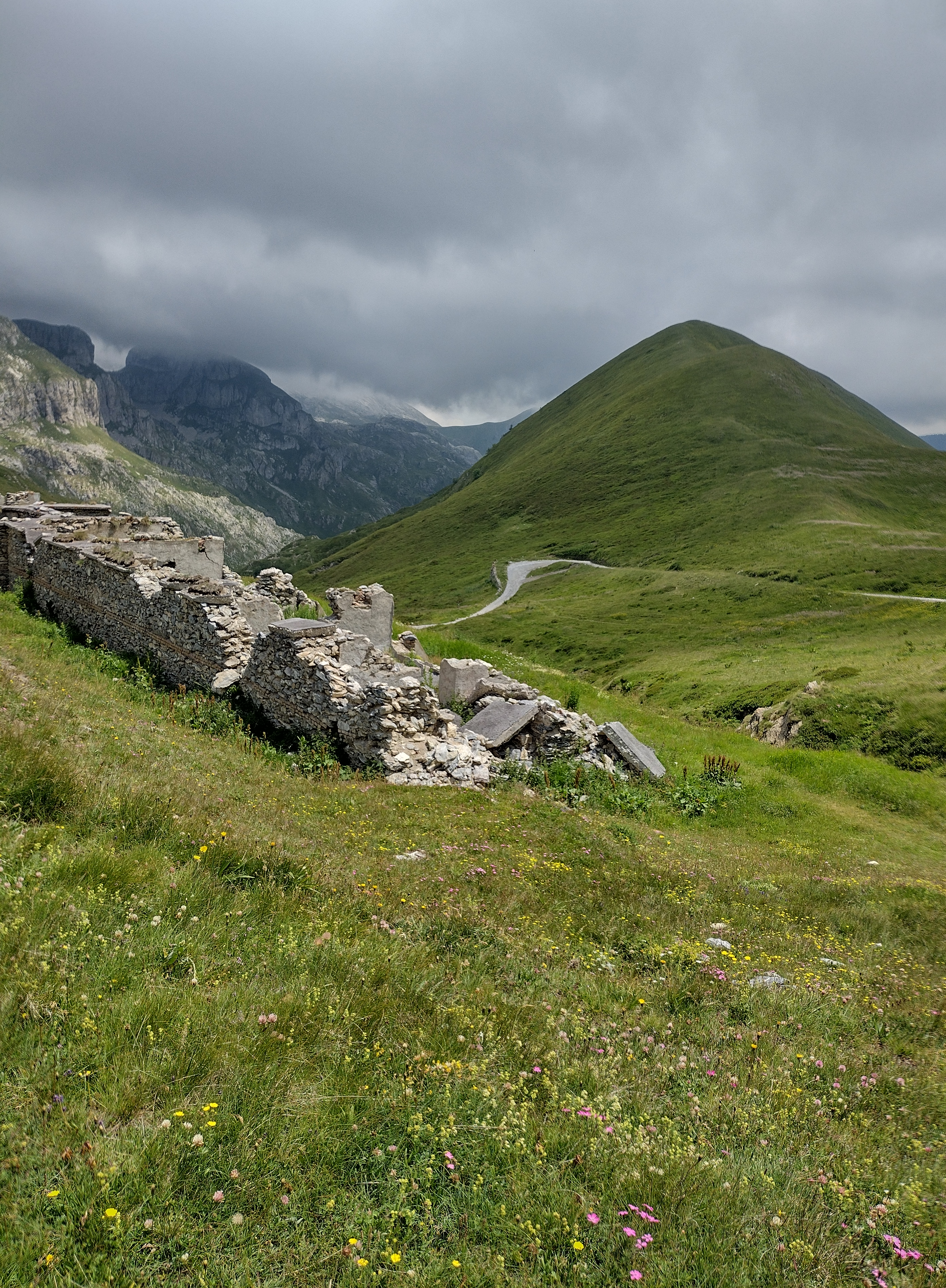
Vista dal Col della Boaria

Il vallone di Malabergue, che in origine si sarebbe chiamato Mahhal-berg, nel Medioevo fu interessato dalle invasioni saracene. La montagna, che un tempo apparteneva all'Italia, essendo collocata a sud-est del crinale spartiacque si trova oggi sul confine con la Francia perché il trattato di Parigi in questa zona fa infatti transitare il limite tra le due nazioni sul crinale padano/ligure.

## Descrizione
La Cime de Malabergue è collocata a breve distanza dalla catena principale alpina. Costituisce la principale elevazione di un crinale che, partendo da una selletta posta poco al di sotto del Col della Boaria, si dirige verso sud-est dividendo il Vallon de Malabergue (a nord-est) dal Vallon de Baraccon. È preceduta da una erbosa e ampia anticima nord-occidentale posta a quota 2182 m. Amministrativamente il monte è diviso tra i comuni francesi Tenda e La Brigue. La sua prominenza topografica è di 102 metri.

## Accesso alla vetta

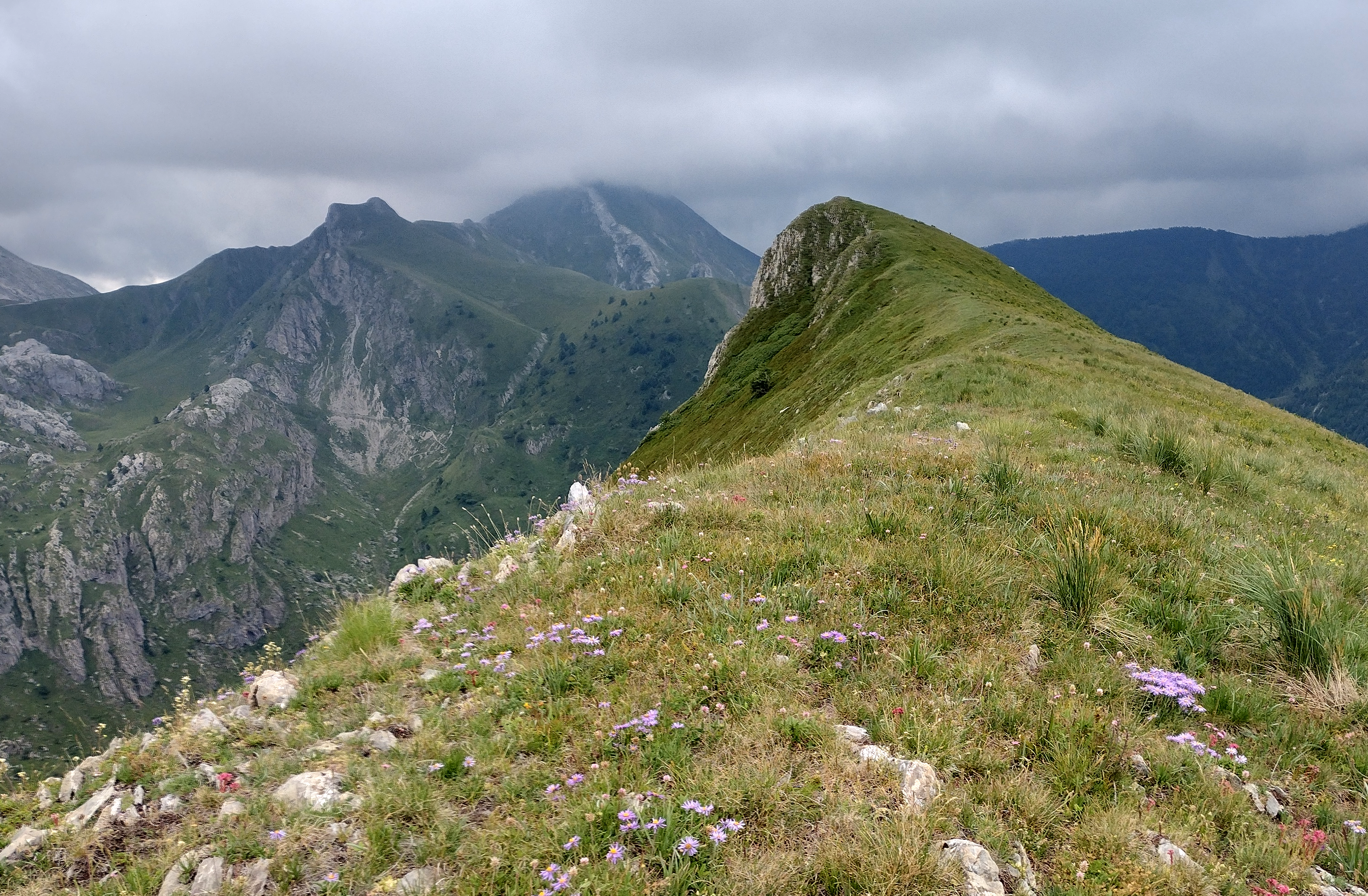
La zona sommitale

La Cime de Malabergue può essere raggiunta dal Col della Boaria seguendone l'ampio crinale erboso che la collega con la zona del valico e scavalcando l'anticima nord-occidentale. A sua volta il Col della Boaria è raggiungibile con la strada ex-militare Limone - Monesi, che la collega con il Colle di Tenda e con Monesi di Triora.